# 川井十三
川井 十三（かわい じゅうぞう）は、日本の漫画家。デビュー以前は河井十三というペンネームを使っていた。

## 略歴
- 第72回（2006年下半期）手塚賞にて「パンチ・ドランク・モンク」（河井十三名義）で佳作受賞。
- 『赤マルジャンプ』（集英社）2008WINTERに掲載された「魑魅魍魎有限少年」（以降、川井十三名義）でデビュー。
- 『赤マルジャンプ』2009SUMMERに「タカマガハラ」を掲載。
- 『週刊少年ジャンプ』（同）2011年32号に第7回金未来杯参加作として「タカマガハラ」を掲載[2]。
- 『週刊少年ジャンプ』2012年32号から2012年49号まで初連載「タカマガハラ」を連載[2][3]。

## 作品リスト
- 魑魅魍魎有限少年 - デビュー作、読切47P
- タカマガハラ
  - 赤マル掲載版 - 読切45P
  - 本誌掲載版 - 読切センターカラー47P、第7回金未来杯参加作品[2]
  - 連載版 - 『週刊少年ジャンプ』2012年32号[2] - 49号[3]